# In Through the Out Door
In Through the Out Door je v pořadí osmé a poslední řádné studiové album hard rockové skupiny Led Zeppelin, které bylo vydáno v roce 1979.

## Úvod
Po dvouleté odmlce, způsobené tragickou smrtí Robertova syna Karace, se Led Zeppelin opět pustili do nahrávání nového alba. Album bylo natočeno v průběhu listopadu a prosince roku 1978 ve studiu Polar Music, kam je pozvala skupina ABBA, a smícháno tamtéž na počátku roku 1979. Původně se album mělo jmenovat "Look".
Jeho vydání bylo naplánováno tak, aby časově ladilo s koncerty skupiny v Knebworthu, ale z důvodu selhání marketingu deska koncerty zmeškala a vyšla až o týden později, 15. srpna 1979. Deska byla fanoušky přijata s obrovským nadšením a hned první týden po vydání se usadila na prvním místě britského žebříčku a druhý týden od vydání amerického žebříčku. Na vrchol se dostala i v mnoha dalších zemích jako Japonsko, Německo, Austrálie nebo Nový Zéland. Na špici amerického žebříčku se držela celých sedm týdnů a zvýšila zájem o předchozí alba skupiny a tak se v albovém žebříčku Billboardu Top 200 v týdnu od 27. října do 3. října objevily všechny předchozí desky skupiny a byl tak překonán rekord nejvyššího počtu alb v žebříčku, který od roku 1975 drželi samozřejmě opět Led Zeppelin
Stejně jako u předchozích alb, představuje obal k albu samostatnou kapitolu. Návrh obalu byl opět svěřen Hipgnosis. V sheppertonských studiích byl postaven neworleanský bar a bylo nafotografováno šest různých scén. Každá ze scén znázorňuje muže na baru, který pálí dopis od své přítelkyně, která mu dává kopačky. Těchto šest scén v sépiovém tónu vyšlo na šesti různých variacích obalu a každá z nich byla pohledem, kterým scénu viděla jedna ze šesti přítomných osob. Kromě toho Peter Grant trval na tom, aby celá deska byla vložena do sáčku z hnědého papíru, aby zákazník nevěděl, kterou variantu obalu kupuje a dokázal, že i takhle mohou Led Zeppelin prodávat své desky. Tato marketingová strategie byla v USA oceněna významnou marketingovou cenou.

## Seznam skladeb
| Pořadí | Název              | Autor                                     | Délka |
| ------ | ------------------ | ----------------------------------------- | ----- |
| 1.     | In The Evening     | Jimmy Page, Robert Plant, John Paul Jones | 6:48  |
| 2.     | South Bound Saurez | Jones, Plant                              | 4:11  |
| 3.     | Fool In The Rain   | Page, Plant, Jones                        | 6:08  |
| 4.     | Hot Dog            | Page, Plant                               | 3:15  |
| 5.     | Carouselambra      | Jones, Page, Plant                        | 10:28 |
| 6.     | All My Love        | Plant, Jones                              | 5:51  |
| 7.     | I'm Gonna Crawl    | Page, Plant, Jones                        | 5:28  |

## Obsazení
- Jimmy Page: akustická kytara, elektrická kytara
- Robert Plant: zpěv
- John Paul Jones: baskytara, klávesy
- John Bonham: bicí

Na albu se dále podíleli
- Peter Grant: výkonný producent
- Leif Mases: technik
- Hipgnosis: obal

## Singly k albu
- "Fool in the Rain/Hot Dog" (12. červenec 1979, Swan Song, SS 71003)  # 21
  1. "Fool in the Rain" (Jimmy Page/Robert Plant/John Paul Jones) - 6:08
  2. "Hot Dog" (Jimmy Page/Robert Plant) - 3:15
- "Fool in the Rain (edit)/Fool in the Rain (LP version)" (1979, promo, Swan Song, SS 71003)
  1. "Fool in the Rain" (edit) (Jimmy Page/Robert Plant/John Paul Jones) - 3:20
  2. "Fool in the Rain" (LP version) (Jimmy Page/Robert Plant/John Paul Jones) - 6:08